# Tanzimat
Als Tanzimat (osmanisch تنظيمات Tanzimât, İA Tanẓīmāt, deutsch ‚Anordnungen, Neuordnung‘) wird die Periode tiefgreifender Reformen im Osmanischen Reich bezeichnet, die 1839 begann und 1876 mit der Annahme der Osmanischen Verfassung endete. Durch die Reformen verzichtete der Sultan auf seine unbeschränkten Rechte über Leben und Eigentum seiner Beamten. Die Ministerialressorts wurden festgelegt, die zivilrechtliche Gleichheit aller Untertanen wurde ausgesprochen sowie das Finanz-, Justiz- und Heerwesen reorganisiert.

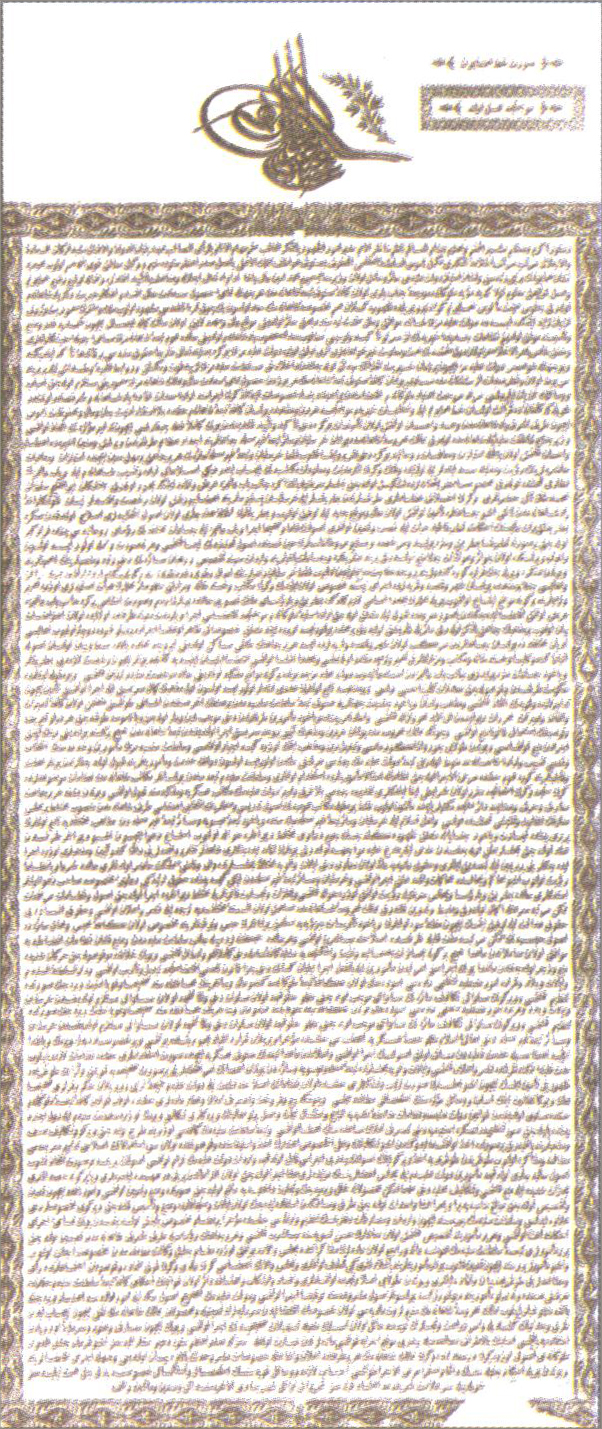
Das Edikt von Gülhane, das die Tanzimat einleitete

## Übersicht
Mit den Tanzimat-Reformen versuchten die Osmanen, den langsamen Niedergang ihres Reiches, vor allem im Vergleich zu den aufstrebenden, sich industrialisierenden Mächten Europas aufzuhalten. Dies sollte durch eine umfassende Modernisierung der Regierung, der Verwaltung, des Militärwesens, der Justiz und der Wirtschaft geschehen. Durch Abschaffung des Millet-Systems, das den religiösen Minderheiten Sonderrechte garantierte, wollte man unmittelbaren Herrschaftszugriff auf alle Untertanen erreichen. Alle diese Reformen wurden oktroyiert, das heißt, sie bezogen ihre Legitimation allein aus dem Willen des Sultans. Treibende Kraft hinter den Reformen waren die Großwesire Mustafa Reşid Pascha († 1858) und später Ali Pascha († 1871) und Fuad Pascha († 1869). Der amerikanische Osmanist Stanford Shaw, der auch die Regierungszeit Abdülhamids II. (1876–1908) als Fortsetzung der Tanzimat im engeren Sinne sieht, hat sich mit dieser Periodisierung nicht durchsetzen können.
Sultan Mahmut II. (1808–1839) unternahm die ersten ernsthaften Reformanstrengungen, zu denen die Auflösung des Janitscharenkorps (1826) und die Abschaffung des Lehnswesens (Tımar) (1833/1834–1844) zählen.
Nach dem Amtsantritt von Abdülmecid I. 1839 schaffte Mustafa Reschid Pascha die Steuerpacht (Iltizam) formal ab.
- 1843 wurde eine feste Frist für die Wehrdienstdauer eingeführt.
- 1847 erhielten Christen das Recht, als Zeuge vor Gericht aufzutreten.
- 1850 wurde ein Handelsgesetz verabschiedet.

Die Maßnahmen wurden unter dem Namen Tanzimat-ı Hayriye (osmanisch: „Heilsame Neuordnung“) bekannt und fallen mit der Regierungszeit von Abdülmecid I. (1839–1861) und Abdülaziz (1861–1876) zusammen. Sie stellten die Nichtmuslime im Reich auf die gleiche Stufe mit den Muslimen und führten ein neues Justizsystem ein, organisierten das Steuersystem neu und legten eine allgemeine Dienstpflicht in der Armee fest. Im Laufe der folgenden Jahrzehnte wurden die Steuerpachten auch tatsächlich abgeschafft.
Die wichtigsten Reformedikte waren das Hatt-ı Scherif (Edles Handschreiben) von Gülhane (1839), das Hatt-ı Hümâyûn (Großherrliches Handschreiben) (1856) sowie die Verfassung von 1876, mit denen schrittweise und mit Einschränkungen (1839 lauten diese „im Rahmen der Scheriatgesetze“) die Gleichheit und Gleichbehandlung aller Untertanen unabhängig von ihrer Religion eingeführt wurde.

## Das Hatt-ı Şerif von Gülhane (1839)
Mit dem sultanischen Erlass des Reformedikts Hatt-ı Şerif am 3. November 1839 begann die Epoche des Tanzimat. Der Erlass wurde feierlich auf dem Gelände des heutigen Gülhane-Parks neben dem Istanbuler Topkapı-Palast in Anwesenheit aller europäischen Botschafter verkündet. Mit diesem Erlass hatte Sultan Abdülmecid I. seine Absicht bekundet, die Modernisierung des Osmanischen Reiches fortzusetzen.
Dabei wurde der Schwerpunkt auf drei Punkte gelegt:
- den Untertanen wird die volle Sicherheit ihres Lebens, ihrer Ehre und Ihres Vermögens garantiert
- die Steuern werden gerecht und geregelt festgesetzt und eingetrieben
- die Wehrdienstpflichtigen werden geordnet einberufen und ihre Wehrdienstzeit wird auf fünf Jahre begrenzt geregelt. Bislang waren einzelne Bürger willkürlich auf Lebenszeit in die Armee gezwungen worden. Diese Neuregelung wurde 1843 umgesetzt.

## Das Hatt-ı Hümâyûn (1856)
Das Hatt-ı Hümâyûn-Reformedikt der Hohen Pforte wurde am 18. Februar 1856 verkündet. Das neue Reformedikt entwickelte die Reformen im Hatt-ı Scherif von Gülhane weiter. Es war eine Antwort der osmanischen Regierung auf den Druck Englands, Frankreichs und Österreichs, die begonnenen Reformen zu vertiefen. Andernfalls wäre der Friedensvertrag von Paris, der den Krimkrieg beendete, wohl nicht so günstig für das Osmanische Reich ausgefallen.
Kern dieser Reform war die Auflösung des Millet-Systems. Zuvor waren alle Nichtmuslime in drei Millets (Religionsgemeinschaften) aufgeteilt. Die orthodoxen Christen (Bulgaren, Griechen, Serben) bildeten die Millet-i Rum, die armenischen Christen die Millet-i Arman (dazu zählten auch Kopten und Syrer) und die Juden die Millet-i Yahud. Jede Millet unterstand der Kontrolle eines Ethnarchen („nationalen“ Führers). Dieser war jeweils ein religiöses Oberhaupt, das dem Sultan direkt unterstellt war. Ab dem Ende des 18. Jahrhunderts übernahmen ausländische Schutzmächte die Funktion der Ethnarchen: Großbritannien bürgte für die Juden, Frankreich für die Katholiken und Russland für die Orthodoxen.
Mit dem beginnenden 19. Jahrhundert wandelte sich die bisherige religionsbezogene Sicht des Millet-Systems für die Betroffenen in eine als kulturelle Minderheit erlebte Identität – eine Sichtweise, die mit den Ansichten europäischer Politiker übereinstimmte (die Problematik fiel in eine Zeit der Entstehung eines sprachlichen und ethnischen Nationalismus in Europa), wo sich die Politik folglich auf die Einräumung von Sonderrechten für die aus ihrer Sicht unterdrückten nichtmuslimischen Minderheiten konzentrierte. Damit wurden aus Religionsgemeinschaften, die unter dem Begriff der Millets im osmanischen Staatsverständnis integriert waren, schützenswerte ethnische Minderheiten, die durch soziale Ausgrenzung benachteiligt schienen.
Durch die Auflösung des Millet-Systems erhielten alle Untertanen das osmanische Untertanenrecht. Ihre Stellung als Untertanen wurde nicht indirekt über ihre Ethnarchen bzw. die ausländischen Schutzmächte legitimiert. Dies schuf reale Möglichkeiten für eine weitere Modernisierung der grundlegenden Institutionen des Osmanischen Reiches, da nun allen Untertanen der Zugang zu Staatsposten ermöglicht worden war. Mit der Gleichstellung aller Untertanen wurden auch kirchliche Privilegien und Immunitäten garantiert. Auch die Errichtung einer selbstständigen bulgarischen Kirche durch den Ferman von 1870 wird in diesem Zusammenhang gesehen.
Außerdem öffnete das Hatt-ı Hümâyûn den Militärdienst auch für Nichtmuslime. Gleichzeitig konnten sich auch Nichtmuslime durch eine neu eingeführte Militärbefreiungssteuer (bedel-i askerî / بدل عسکری) vom Militärdienst befreien lassen. Diese Praxis wurde, wegen der Länge und Beschwerlichkeit des Militärdienstes, von den Nichtmuslimen bevorzugt, andererseits aber auch vom osmanischen Staat gefördert, der Nichtmuslimen im Militärdienst nicht vertraute. Weiterhin gestattete es Ausländern, Grundbesitz im Osmanischen Reich zu erwerben, öffnete die Meerengen des Bosporus und der Dardanellen für die zivile Schifffahrt und schaffte die Folter ab. 
Es folgten das Gesetz über den Boden (1858), das Verwaltungsgesetz (Vilâyet) (1864) und das Zivilgesetzbuch (Mecelle) (1869).
Am 23. Dezember 1876 wurde vom Sultan durch Dekret die Verfassung erlassen, die erstmals eine Beschränkung der Macht des Sultans durch ein Parlament in zwei Kammern vorsah, deren eine (die Abgeordnetenkammer) aus Wahlen hervorging. Das Parlament wurde allerdings nach dem Russisch-Osmanischen Krieg (1877–1878) von Abdülhamid II. wieder geschlossen und bis zur jungtürkischen Revolution von 1908 nicht wieder einberufen. Die Verfassung blieb allerdings formell in Kraft, die nicht das Parlament betreffenden Vorschriften wurden weiter angewendet.

## Handel
Mit den von den Mächten eingeforderten Reformen gingen – auch bedingt durch die industrielle Rückständigkeit – zunehmend wirtschaftliche Probleme einher. In den seit 1536 bestehenden Handelsverträgen mit den europäischen Mächten, den sogenannten Kapitulationen, wurde ihnen der Markt des Osmanischen Reichs geöffnet. Die Einfuhrzölle lagen unter den Ausfuhrzöllen. Durch die mangelnde Wettbewerbsfähigkeit des osmanischen Handwerks wurde das Osmanische Reich zum Exporteur von Rohstoffen und Importeur von europäischen Waren. Seit dem 1838 mit Großbritannien geschlossenen Vertrag von Balta Liman, dessen Freihandelsprivilegien in den Folgejahren auf alle anderen europäischen Staaten ausgedehnt wurde, und insbesondere seit dem Hatt-ı Hümâyûn von 1856, wurde das Osmanische Reich mit billigen Manufakturwaren aus Europa geradezu überschwemmt. Es sank auf einen halbkolonialen Status als Absatzmarkt und Rohstoffquelle der Industrieländer herab.